# Lithocarpus shunningensis
Lithocarpus shunningensis är en bokväxtart som beskrevs av Hu Hsien-Hsu. Lithocarpus shunningensis ingår i släktet Lithocarpus och familjen bokväxter. Inga underarter finns listade.